# Antineutrí
L'antineutrí és l'antipartícula del neutrí.
N'hi ha de tres tipus, una per a cada generació de fermions:
- Antineutrí electrònic
- Antineutrí muònic
- Antineutrí tauònic

Es creu que la seva càrrega (nul·la) i massa és idèntica a la dels neutrins, però que podrien tenir una quiralitat diferent.

## Vegeu
- Antipartícula.
- Leptó.
- Fermió.